# Jan Otakar Martin
Jan Otakar Martin, známější jako J. O. Martin, (27. prosince 1888 Humpolec – 9. října 1958 Praha) byl český herec. Jeho první manželkou byla od roku 1923 divadelní herečka Josefa Patočková roz. Kreisová (1885), /která byla poprvé provdána za divadelního herce Josefa Patočku-Holzingera (1876)/, se kterou měl dceru Helenu Martinovou.  V roce 1932 se oženil podruhé. Jeho druhá žena se jmenovala Josefa Patočková (1904), a byla dcerou jeho první manželky z jejího prvního manželství. V roce 1932 se jim narodil syn Otakar, který však v roce 1933 vě věku jednoho roku  zemřel. V roce 1940 se jim narodil syn Jan (1940), který si o otcem zahrál ve filmu Botostroj (1954). 

## Filmografie
- Ves v pohraničí
- Pára nad hrncem
- Posel úsvitu (zde i zpíval píseň To jsem rád, to jsem rád)
- Přiznání
- Slepice a kostelník
- Temno
- Vítězná křídla
- Zocelení